# Marc Lambrechts
Marc Lambrechts (Lier, 14 september 1955) is een Belgisch grafisch kunstenaar en kunstschilder.
Lambrechts studeerde aan het Sint-Lucasinstituut en het Pratt Institute in New York, waar hij sinds 1995 permanent woont. Zijn werk is onder meer opgenomen in de permanente collectie van het Aldrich Contemporary Art Museum (Ridgefield) en het Mint Museum (Charlotte).